# Introducció als virus
Aquest article és una introducció accessible al tema del qual tracta. L'article principal és Virus.
Un virus és un agent infecciós extremament petit que es reprodueix a l'interior de les cèl·lules d'hostes vivents. Les cèl·lules infectades es veuen obligades a fabricar milers de còpies del virus a un ritme molt alt. A diferència de la majoria dels éssers vius, els virus no tenen cèl·lules, així que depenen de les que infecten per replicar-se. Al mateix temps, es distingeixen d'agents infecciosos més simples, com ara els prions, pel fet de tenir gens, que els permeten mutar i evolucionar. Es calcula que hi ha milions d'espècies de virus, de les quals s'han descrit més de 4.800.
Els virus són presents en qualsevol ecosistema. Per exemple, representen el 95% de la biomassa marina: en una gota d'aigua de mar n'hi ha uns 10 milions. La majoria no provoquen malalties als animals grossos sinó que són fags que ataquen bacteris. Resulten essencials per l'ecosistema marí.
Un virus es compon de dues o tres parts: tots els virus tenen gens fets o bé d'ADN o bé d'ARN, molècules llargues portadores d'informació genètica; tots tenen una capa proteica que protegeix aquests gens i alguns tenen un embolcall de greix que els envolta quan no es troben dins d'una cèl·lula. Els virus varien en forma, des d'una forma helicoidal o icosaèdrica fins a estructures més complexes. Els virus són unes cent vegades més petits que els bacteris, i caldria posar-ne entre 30.000 i 750.000 (depenent de la mida) un al costat de l'altre per tal de cobrir un centímetre.
Els virus s'escampen de moltes maneres diferents. Els virus que afecten les plantes són sovint escampats per insectes i altres organismes, coneguts com a vectors. Alguns virus són escampats per insectes xucladors de sang. Cada tipus de virus té un mètode diferent. Mentre que virus com ara la grip s'escampen per l'aire a través dels esternuts i les tossos, d'altres com ara els norovirus són transmesos per via fecal-oral, o mans, aliments i aigua contaminats. Els rotavirus s'escampen sovint per contacte directe amb nens infectats. El VIH és un de diversos virus importants que es transmeten durant l'acte sexual. L'origen dels virus encara és incert; alguns podrien haver evolucionat a partir de plasmidis (fragments d'ADN que es mouen entre cèl·lules), mentre que d'altres podrien haver evolucionat de bacteris.
Les infeccions víriques causen sovint malalties en els humans i els animals; solen ser completament eliminats pel sistema immunitari, cosa que confereix immunitat davant aquest virus a l'hoste. Els antibiòtics no tenen efecte sobre els virus, però s'han desenvolupat medicaments antivírics per combatre infeccions potencialment letals. Les vacunes que ofereixen una immunitat permanent poden prevenir algunes infeccions víriques.

## Orígens
Els virus es troben en qualsevol lloc on hi hagi vida, i probablement han existit des de l'aparició de les primeres cèl·lules. L'origen dels virus és incert car no formen fòssils, de manera que les tècniques moleculars han estat el mitjà més útil per investigar els seus orígens. Tanmateix, aquestes tècniques necessiten que hi hagi disponible ADN o ARN víric antic però, malauradament, la majoria de virus preservats i emmagatzemats als laboratoris tenen menys de noranta anys. Els mètodes moleculars només han tingut èxit a l'hora d'esbrinar l'ascendència de virus que evolucionaren al segle xx.
Hi ha tres teories principals sobre l'origen dels virus:
- Teoria de la regressió: És possible que els virus haguessin estat petites cèl·lules que parasitaven cèl·lules més grans. Al llarg del temps, els gens que no necessitaven pel seu parasitisme desaparegueren. Els bacteris Rickettsia i Chlamydia són cèl·lules vivents que, com els virus, només poden reproduir-se dins de cèl·lules hostes. L'exemple d'aquests bacteris sembla donar suport a aquesta teoria, car és probable que la seva dependència del parasitisme hagi causat la pèrdua dels gens que els permetien sobreviure fora d'una cèl·lula.[8]

- Teoria de l'origen cel·lular: Alguns virus podrien haver evolucionat de fragments d'ADN o ARN que "s'escaparen" dels gens d'un organisme més gran. L'ADN fugitiu podria haver provingut de plasmidis (fragments d'ADN que poden moure's entre cèl·lules), mentre que altres podrien haver provingut de bacteris.[9]

- Teoria de la coevolució: Els virus podrien haver evolucionat de molècules complexes de proteïnes i ADN al mateix temps en què les cèl·lules aparegueren a la Terra, i haurien estat dependents de la vida cel·lular durant molts milions d'anys.

## Descobriment

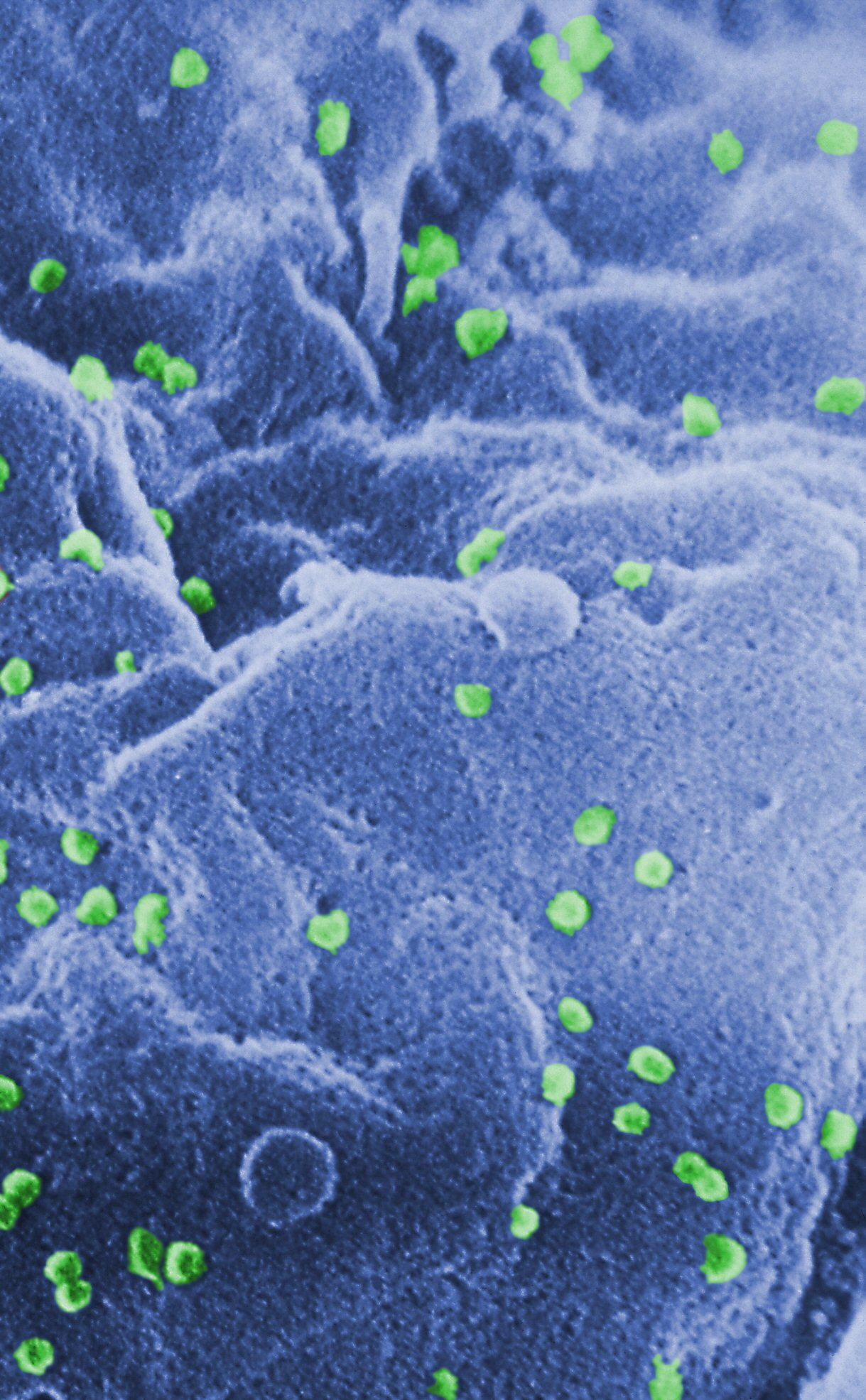
Micrografia al microscopi de rastreig de virus VIH-1, de color verd, sorgint d'un limfòcit.

El 1884, el microbiòleg francès Charles Chamberland inventà un filtre (conegut actualment com a filtre Chamberland o filtre Chamberland-Pasteur) que té porus de mida inferior a la d'un bacteri. Així doncs, podia fer passar pel filtre una solució amb bacteris i eliminar-los completament de la solució. El biòleg rus Dimitri Ivanovski utilitzà aquest filtre per estudiar el que actualment es coneix com a virus del mosaic del tabac. Els seus experiments demostraren que els extractes de fulles moltes de plantes de tabac infectades encara eren infecciosos després de filtrar-los.
Al mateix temps, diversos altres científics demostraren que, tot i que aquests agents (posteriorment anomenats "virus") eren diferents dels bacteris, també podien causar malalties, i que eren unes cent vegades més petits que els bacteris. El terme "virus" fou utilitzat per primer cop pel microbiòleg neerlandès Martinus Beijerinck, que utilitzà els mots contagium vivum fluidum per dir "germen vivent soluble". A principis del segle xx, el bacteriòleg anglès Frederick Twort descobrí virus que infecten bacteris, i el microbiòleg francocanadenc Félix d'Hérelle descrigué virus que, quan se'ls afegia a bacteris cultivats en agar, causaven la formació de zones senceres de bacteris morts. Comptant el nombre de zones mortes, D'Hérelle podia calcular el nombre de virus que hi havia en la suspensió.
Amb la invenció del microscopi electrònic el 1931 pels enginyers alemanys Ernst Ruska i Max Knoll, s'obtingueren les primeres imatges de virus. El 1935, el bioquímic i viròleg estatunidenc Wendell Meredith Stanley examinà el virus del mosaic del tabac i descobrí que es componia principalment de proteïna. Poc temps després, el virus fou separat en una part d'ARN i una altra de proteïna. Un problema pels primers científics que estudiaren els virus és que no sabien com cultivar-ne sense utilitzar animals vius. La solució fou trobada el 1931, quan el patòleg estatunidenc Ernest William Goodpasture aconseguí cultivar el virus de la grip i alguns altres virus en ous de gallina fertilitzats. Alguns virus no podien ser cultivats en ous de gallina, però aquest problema fou resolt el 1949 quan John Franklin Enders, Thomas Huckle Weller i Frederick Chapman Robbins aconseguiren cultivar poliovirus en cultius de cèl·lules animals vivents. S'han descobert més de 2.000 espècies de virus.

## Estructura

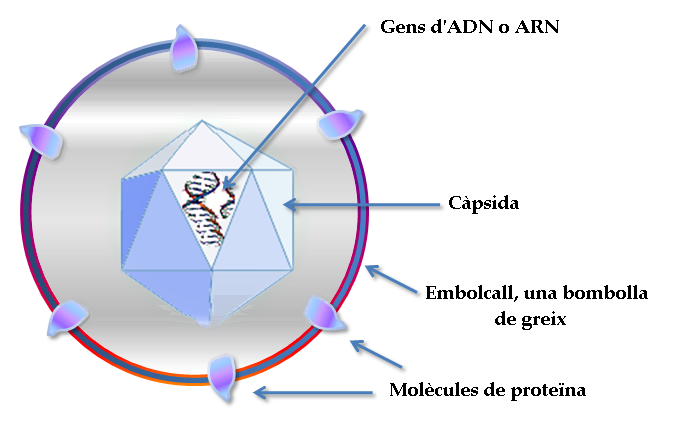
Diagrama simplificat de l'estructura d'un virus.

Una partícula vírica, coneguda com a virió, consisteix en gens fets d'ADN o ARN que estan envoltats per una capa protectora de proteïna, denominada càpsida. La càpsida es compon de moltes molècules proteiques idèntiques, més petites, anomenades capsòmers. La configuració dels capsòmers pot ser icosaèdric (amb vint costats), helicoidal, o més complexa. Existeix una carcassa interior que envolta l'ADN o ARN, anomenada nucleocàpsida, que es compon de proteïnes. Alguns virus estan envoltats per una bombolla de lípids (greix) que rep el nom d'embolcall.

### Mida
Els virus són dels agents infecciosos més petits, i la majoria d'ells només són visibles sota el microscopi electrònic. La majoria de virus no són visibles sota el microscopi òptic (en altres paraules, són submicroscòpics); la seva mida va de 200 a 300 nm. Són tan petits que caldria posar-ne entre 30.000 i 750.000 de costat per cobrir un centímetre.

### Gens
Els gens es componen d'ADN (àcid desoxiribonucleic) i, en molts virus, ARN (àcid ribonucleic). La informació biològica que conté un organisme està codificada en el seu ADN o ARN. La majoria d'organismes utilitzen l'ADN, però molts virus tenen l'ARN com a material genètic. L'ADN o ARN dels virus pot ser o bé monocatenari (cadena senzilla) o bé bicatenari (cadena doble).
Els virus es reprodueixen ràpidament perquè tenen pocs gens, en comparació amb els humans, que en tenen 20.000-25.000. Per exemple, el virus de la grip només té vuit gens, i els rotavirus en tenen onze. Aquests gens codifiquen les proteïnes estructurals que formen la partícula vírica, o proteïnes no estructurals, que només es troben en cèl·lules infectades pel virus.
Totes les cèl·lules, així com molts virus, produeixen proteïnes que són enzims anomenats ADN polimerasa i ARN polimerasa, i que produeixen noves còpies d'ADN i ARN. Els enzims de polimerasa d'un virus solen ser molt més eficaços a l'hora de produir ADN i ARN que els de la cèl·lula hoste. Tanmateix, els enzims d'ARN polimerasa sovint cometen errors, i aquesta és una de les raons per les quals els virus d'ARN muten sovint per formar noves soques.
En algunes espècies de virus d'ARN, els gens no es troben en una molècula contínua d'ARN, sinó que estan separats. El virus de la grip, per exemple, té vuit gens diferents composts d'ARN. Quan dues soques diferents de virus de la grip infecten la mateixa cèl·lula, els seus gens es poden mesclar i formar noves soques del virus en un procés anomenat reassortment.

### Síntesi de proteïnes

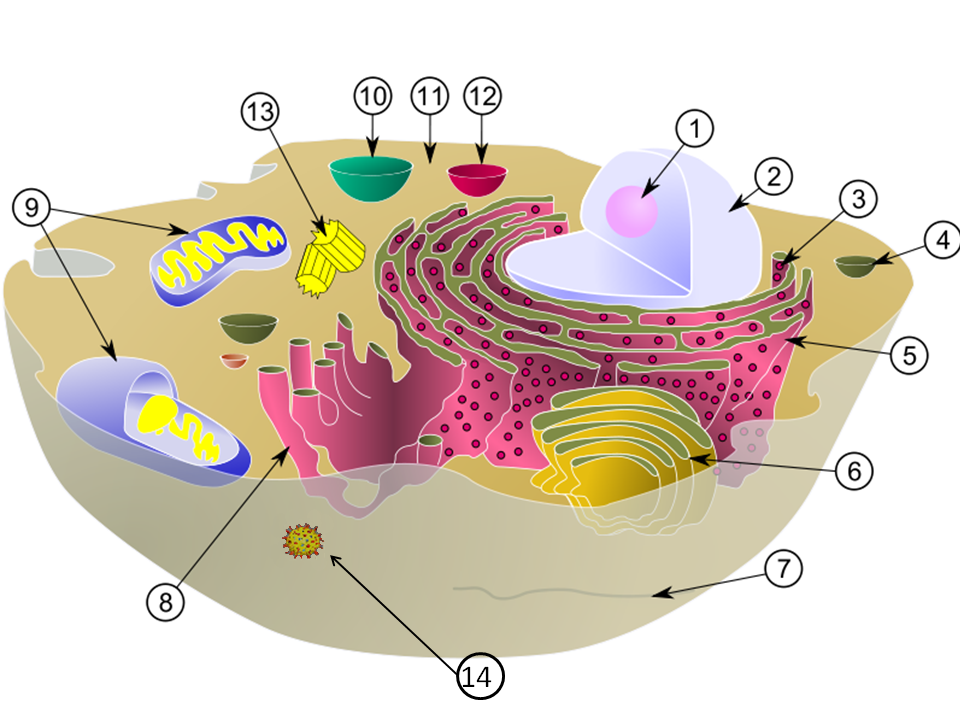
Diagrama d'una cèl·lula eucariota típica, amb els components subcel·lulars. Orgànuls: (1) nuclèol (2) nucli (3) ribosoma (4) vesícula (5) reticle endoplasmàtic rugós (6) aparell de Golgi (7) citoesquelet (8) reticle endoplasmàtic llis (9) mitocondris (10) vacúol (11) citoplasma (12) lisosoma (13) centríols dins del centrosoma (14) partícula vírica a escala aproximada.

Les proteïnes són essencials per la vida. Les cèl·lules produeixen noves molècules proteiques a partir d'aminoàcids, basant-se en la informació codificada per l'ADN. Cada tipus de proteïna és una especialista que duu a terme una única funció, de manera que si una cèl·lula ha de fer quelcom de nou, necessita crear una nova proteïna. Els virus obliguen la cèl·lula a produir noves proteïnes que no necessita, però que els virus requereixen per reproduir-se. La síntesi de proteïnes consisteix bàsicament en dos grans fases: la transcripció i la traducció.
La transcripció és el procés en què s'utilitza la informació continguda dins de l'ADN, anomenada codi genètic, per produir còpies d'ARN denominades ARN missatger (ARNm o mRNA). Aquestes còpies migren per la cèl·lula i porten el codi als ribosomes, on és utilitzat per produir proteïnes. Això rep el nom de traducció perquè l'estructura aminoàcida d'una proteïna ve determinada pel codi de l'ARNm.
Alguns gens d'ARN dels virus funcionen directament com a ARNm sense necessitat de modificacions. Per aquest motiu, se'ls anomena virus d'ARN de sentit positiu. En altres virus d'ARN, l'ARN és una còpia complementària de l'ARNm, i aquests virus confien en els enzims de les cèl·lules, o en els seus propis enzims, per produir ARNm. Reben el nom de virus d'ARN de sentit negatiu. En els virus composts d'ADN, el mètode de producció de l'ARNm és semblant al de les cèl·lules. Les espècies conegudes com a retrovirus es comporten d'una manera totalment diferent; tenen ARN, però dins de la cèl·lula hoste es produeix una còpia desoxiribonucleica del seu ARN. Aquest ADN és posteriorment incorporat al de l'hoste, i és transcrit en ARNm pels mètodes habituals de la cèl·lula.

## Cicle biològic

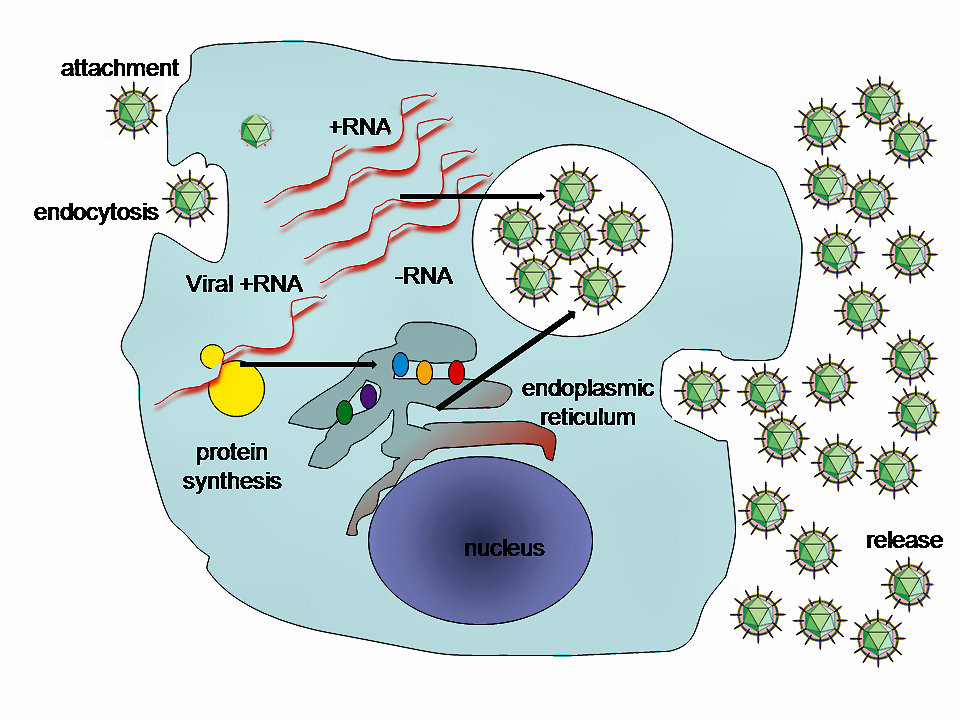
Cicle biològic d'un virus típic; després que un únic virus infecti una cèl·lula, s'alliberen centenars de descendents.

Quan un virus infecta una cèl·lula, l'obliga a produir milers de virus addicionals. Per aconseguir això, el virus fa que la cèl·lula copiï el seu ADN o ARN, creant proteïnes víriques, que s'uneixen per formar noves partícules víriques.
Hi ha sis fases bàsiques, que s'encavalquen, en el cicle biològic dels virus dins d'una cèl·lula vivent:
- L'adhesió és la unió del virus amb molècules específiques de la superfície cel·lular. Aquesta especificitat limita el virus a un tipus molt restringit de cèl·lula. Per exemple, el virus d'immunodeficiència humana (VIH) només infecta cèl·lules T humanes, car la seva proteïna de superfície, gp120, només pot reaccionar amb CD4 i altres molècules de la superfície de la cèl·lula T. Els virus de les plantes només poden adherir-se a cèl·lules vegetals, i no poden infectar animals. Aquest mecanisme ha evolucionat per afavorir els virus que només infecten les cèl·lules en què poden reproduir-se.

- La penetració segueix l'adhesió; els virus s'introdueixen dins la cèl·lula hoste per mitjà de l'endocitosi o d'una fusió amb la cèl·lula.

- El despullament té lloc dins la cèl·lula, quan la càpsida vírica és expel·lida i destruïda pels enzims del virus o de l'hoste, deixant exposat l'àcid nucleic del virus.

- La replicació de les partícules víriques és la fase en què una cèl·lula utilitza ARN missatger del virus en la seva síntesi de proteïnes per produir proteïnes víriques. La funció sintetitzadora d'ARN o ADN de la cèl·lula produeix l'ADN o l'ARN del virus.

- La maduració té lloc dins la cèl·lula, quan les proteïnes víriques i els àcids nucleics acabats de crear es combinen per formar centenars de noves partícules víriques.

- L'alliberament té lloc quan els nous virus s'escapen o són alliberats de la cèl·lula. Molts virus ho aconsegueixen fent rebentar la cèl·lula, un procés anomenat lisi. Altres virus com ara el VIH són alliberats d'una manera més delicada, per mitjà d'un procés anomenat gemmació.

## Els virus i les malalties

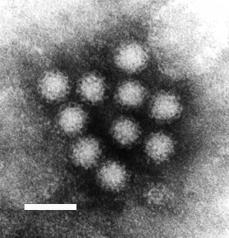
Norovirus. Deu partícules de norovirus; aquest virus d'ARN provoca gastroenteritis. Apareix sovint a les notícies com a causa d'aquesta malaltia en creuers i en hospitals.

Algunes malalties dels humans causades per virus inclouen el refredat, la grip, la varicel·la i l'herpes. Algunes malalties greus com ara l'Ebola, la sida o les varietats greus de la grip també són provocades per virus. Molts virus causen pocs o cap problema, i es diu que són "benignes". Els virus més nocius són descrits com a virulents. Els virus causen diferents malalties segons el tipus de cèl·lules que infectin. Alguns virus poden causar infeccions permanents o cròniques si aconsegueixen continuar reproduint-se dins el cos malgrat els mecanismes de defensa de l'hoste. Això és habitual en infeccions d'hepatitis B i hepatitis C. Una persona infectada crònicament amb un virus és denominada "portadora". Serveixen com a importants reservoris del virus. Si hi ha una alt proporció de portadors en una determinada població, es diu que la malaltia és endèmica.
Hi ha moltes maneres en què els virus es poden escampar d'un hoste a un altre, però cada espècie de virus només n'utilitza una o dues. Molts dels virus que infecten les plantes són transmesos per organismes, que reben el nom de vectors. Alguns dels virus que infecten els animals i els humans també són transmesos per vectors, habitualment insectes xucladors de sang. Tanmateix, és més habitual la transmissió directa d'animal a animal, persona a persona o animal a persona. Algunes infeccions víriques (norovirus i rotavirus) són escampades per aigua i aliments contaminats, mans contaminades o objectes comuns, o pel contacte íntim amb una altra persona infectada. Altres infeccions víriques es transmeten per l'aire (virus de la grip). Virus com ara el VIH, l'hepatitis B i l'hepatitis C són transmesos sovint per sexe sense protecció o agulles hipodèrmiques contaminades. És important saber com s'escampa cada tipus de virus per evitar infeccions i epidèmies.

### Virus de les plantes

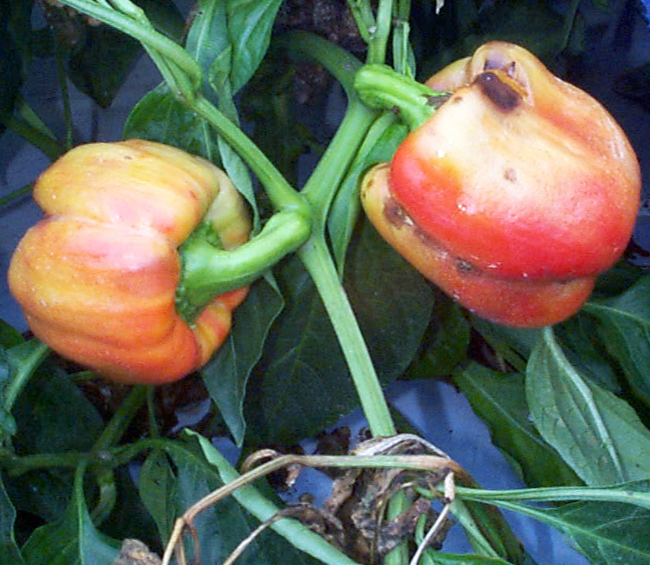
Pebroteres infectades per un potivirus.

Hi ha molts tipus de virus de les plantes, però sovint només causen una baixada de la producció, i no és econòmicament rendible intentar controlar-los. Els virus de les plantes sovint són transmesos d'una planta a l'altra per organismes, que reben el nom de vectors. Aquests vectors són generalment insectes, però s'ha demostrat que alguns fongs, nematodes i organismes unicel·lulars també són vectors. Quan es considera que és econòmicament rendible controlar les infeccions víriques de les plantes (per exemple, en el cas dels fruits perennes), els esforços es concentren en matar els vectors i eliminar hostes alternatius com ara males herbes. Els virus de les plantes són inofensius pels humans i altres animals, car només poden reproduir-se en cèl·lules vegetals vivents.

### Bacteriòfags

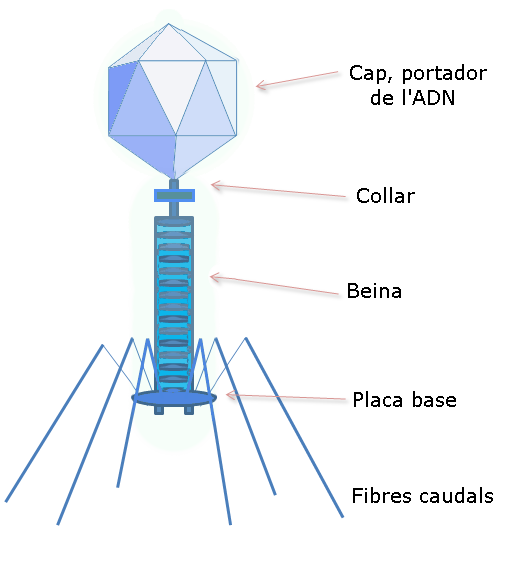
Estructura d'un bacteriòfag típic

Els bacteriòfags són virus que infecten bacteris. N'hi ha més de 5.100 tipus. Són importants en l'ecologia marina; quan els bacteris infectats rebenten, alliberen composts de carboni a l'ambient, cosa que estimula un nou creixement orgànic. Els bacteriòfags són útils en la investigació científica, car són inofensius pels humans i són fàcils d'estudiar. Aquests virus poden representar un problema en indústries que produeixen aliments i medicaments per fermentació, que depenen de bacteris beneficiosos. Algunes infeccions bacterials estan esdevenint difícils de controlar per mitjà d'antibiòtics, de manera que hi ha un interès creixent en l'ús de bacteriòfags per al tractament d'infeccions en humans.

### Resistència de l'hoste

#### Immunitat innata dels animals
Els animals, incloent-hi els humans, tenen moltes defenses naturals davant els virus. Algunes són no específiques i ofereixen protecció contra molts virus, poc importa el seu tipus. Aquesta immunitat innata no millora amb una exposició repetida als virus ni tampoc conserva un «record» de la infecció. La pell dels animals, especialment la seva superfície, composta de cèl·lules mortes, evita que molts tipus de virus puguin infectar l'hoste. L'acidesa dels continguts estomacals mata molts virus que han estat ingerits. Quan un virus supera aquestes barreres i entra dins l'hoste, altres defenses innates eviten que la infecció s'estengui pel cos. El cos produeix una hormona especial anomenada interferó quan hi ha virus presents, i això evita que els virus es reprodueixin, matant la cèl·lula infectada i les seves veïnes més properes. Dins de les cèl·lules hi ha enzims que destrueixen l'ARN dels virus. Això s'anomena interferència de l'ARN. Algunes cèl·lules de la sang envolten i destrueixen altres cèl·lules infectades per virus.

#### Immunitat adaptativa

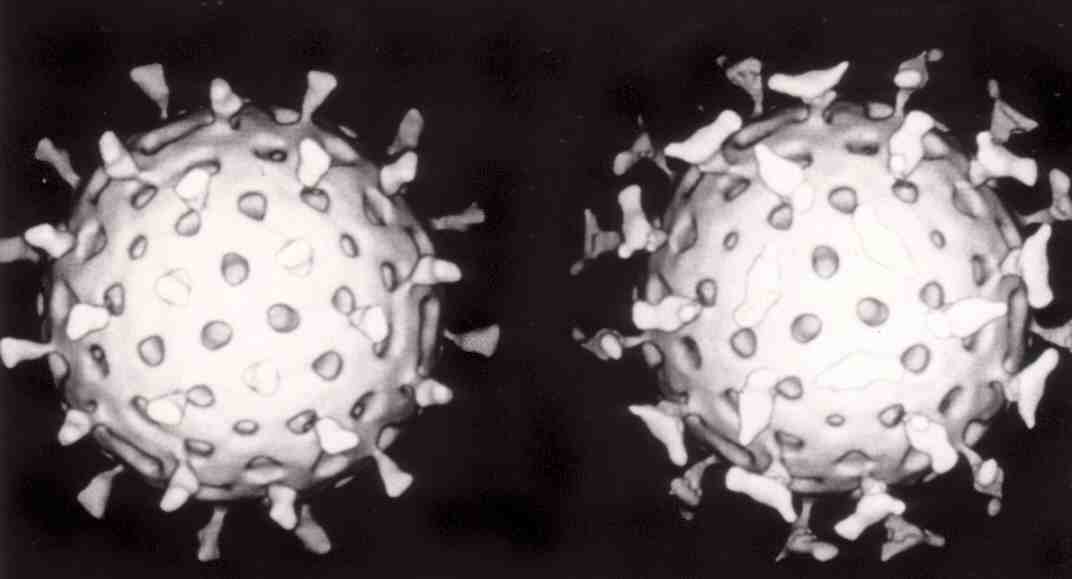
Dos rotavirus: el de l'esquerra està cobert d'anticossos que eviten que s'adhereixi a cèl·lules i les infecti.

La immunitat específica als virus es desenvolupa al llarg del temps, i unes cèl·lules blanques de la sang anomenades limfòcits hi tenen un paper clau. Aquestes cèl·lules conserven un «record» de les infeccions víriques, i produeixen moltes molècules anomenades anticossos, que s'enganxen als virus i eviten que s'adhereixin a les cèl·lules. Aquests anticossos són altament selectius i només maten un tipus de virus. El cos produeix molts anticossos diferents, i cada tipus és específic per un tipus de virus determinat. Durant la infecció inicial, el cos produeix grans quantitats d'aquests anticossos, però després de la remissió de la infecció, encara queden alguns anticossos, que continuen a ser produïts i a protegir l'hoste. Aquesta protecció sol ser permanent.

#### Resistència de les plantes
Les plantes tenen mecanismes de defensa contra els virus elaborats i eficaços. Un dels més eficaços és la presència dels denominats gens (R) de resistència. Cada gen R proporciona resistència a un virus determinat provocant la mort de cèl·lules en una zona limitada al voltant de la cèl·lula infectada, cosa que es pot veure sovint a ull nu en forma de grans taques. Això impedeix l'expansió de la infecció. La interferència d'ARN també és un mètode defensiu eficaç en les plantes. Quan estan infectades, les plantes produeixen sovint desinfectants naturals que eliminen els virus, com ara l'àcid salicílic, òxid nítric i molècules reactives d'oxigen.

#### Resistència als bacteriòfags
La defensa principal dels bacteris per defensar-se dels bacteriòfags és la producció d'enzims que destrueixen l'ADN aliè. Aquests enzims, anomenats enzims de restricció, fragmenten l'ADN víric que els bacteriòfacs injecten a les cèl·lules bacterials.

### Prevenció i tractament de malalties víriques en humans i altres animals

#### Vacunació

L'estructura de l'ADN, mostrant la posició dels nucleòsids i els atòms de fòsfor que formen la "columna vertebral" de la molècula.

La vacunació és una manera de prevenir les malalties causades per virus. Les vacunes simulen una infecció natural i la resposta immunitària corresponent, però no causen la malaltia. El seu ús ha resultat en una baixada dramàtica de les malalties i les morts provocades per infeccions com ara la poliomielitis, el xarampió, la parotiditis i la rubèola. Existeixen vacunes contra més de tretze infeccions víriques dels humans i encara més que s'utilitzen per prevenir infeccions víriques dels animals. Les vacunes consisteixen o bé de virus vius o bé de virus morts. Les vacunes amb virus vius contenen formes debilitades del virus, però poden resultar perilloses quan se les administra a persones amb un sistema immunitari feble. En aquestes persones, el virus debilitat pot provocar igualment la malaltia. S'utilitzen tècniques de biotecnologia i enginyeria genètica per produir vacunes "de disseny" que només contenen les proteïnes de la càpsida del virus. La vacuna de l'hepatitis B n'és un exemple. Aquestes vacunes són més segures, car no poden causar mai la malaltia.

#### Antivírics
Al llarg dels últims vint anys, el desenvolupament d'antivírics ha augmentat ràpidament, impulsat principalment per l'epidèmia de la sida. Els antivírics són sovint anàlegs de nucleòsids, que són molècules molt similars, però no idèntiques, a les peces bàsiques de l'ADN. Quan comença la replicació de l'ADN víric, s'hi incorporen aquestes peces falses. Quan això passa, la replicació s'acaba abans d'hora – les peces falses manquen de les característiques essencials que permeten afegir més peces. Així doncs, s'atura la producció d'ADN, i el virus ja no es pot reproduir. En són exemples l'aciclovir, per les infeccions de virus de l'herpes i lamivudina, per les infeccions de VIH i de virus de l'hepatitis B. L'aciclovir és un dels antivírics més antics i un dels que sovint es prescriu.

L'anàleg de guanina aciclovir.

Altres antivírics ataquen fases diferents del cicle biològic dels virus. El VIH depèn d'un enzim anomenat VIH-1 proteasa per esdevenir infecciós. Hi ha un tipus de medicaments anomenats inhibidors de proteasa, que s'uneixen a aquest enzim i n'aturen el funcionament.
L'hepatitis C és provocada per un virus d'ARN. En el 80% dels infectats, la malaltia esdevé crònica, i romanen infecciosos durant la resta de la seva vida a menys que rebin tractament. Existeix un tractament eficaç que utilitza l'anàleg de nucleòsid ribavirina en combinació amb l'interferó. S'està desenvolupant un tractament pels portadors del virus de l'hepatitis B per mitjà d'una estratègia similar amb lamivudina. En ambdues malalties, la ribavirina atura la reproducció del virus i l'interferó elimina qualsevol cèl·lula infectada que quedi.
Les infeccions de VIH són habitualment tractades amb una combinació d'antivírics, cadascun dels quals ataca una fase diferent del cicle biològic del virus. Hi ha medicaments que eviten que el virus s'adhereixi a les cèl·lules, altres que són anàlegs de nucleòsids, i altres que enverinen els enzims que el virus necessita per reproduir-se. L'èxit d'aquests medicaments és una prova de la importància que té saber com es reprodueixen els virus.